# NGC 1404
NGC 1404 is een elliptisch sterrenstelsel (E1) op ongeveer 63 miljoen lichtjaren verwijderd in het sterrenbeeld Eridanus. Het hemelobject werd op 28 november 1837 ontdekt door de Britse astronoom John Herschel. NGC 1404 is ongeveer 60.000 lichtjaren breed.

## Synoniemen
- PGC 13433
- ESO 358-46
- MCG 6-9-13
- FCC 219
- h 2571